# Norwegischer Fußballpokal der Männer 2019
Der norwegische Fußballpokal 2019 (kurz auch NM-Cup 2019 genannt) war die 114. Austragung des Fußballpokalwettbewerbs der Männer. Der Wettbewerb begann mit zwei Qualifikationsrunden im März und April und endete am 8. Dezember mit dem Finale. Pokalsieger wurde Viking Stavanger. Titelverteidiger war Rosenborg Trondheim.
Der Pokalsieger erhielt das Startrecht in der 2. Qualifikationsrunde der UEFA Europa League 2020/21.

## Modus und Kalender
Der Wettbewerb begann im März mit der ersten Qualifikationsrunde. An dieser durften alle Vereine der vierten und fünften Spielklasse des norwegischen Fußballverbandes Norges Fotballforbund (NFF) teilnehmen, die ein bestimmtes Leistungsniveau hatten und ein angemessenes Spielfeld besaßen. Die 96 Gewinner spielten im April in einer zweiten Qualifikationsrunde gegeneinander um die Teilnehmer an den Hauptrunden.
Zu den 48 Gewinnern der Qualifikation stießen in der ersten Hauptrunde die 80 Vereine der drei höchsten norwegischen Spielklassen: der Tippeligaen, der 1. Division und der Oddsenligaen. Es folgten noch drei weitere Hauptrunden, das Viertelfinale, das Halbfinale und schließlich im Dezember das Finale. Das Finalspiel findet seit 1948 im Osloer Ullevaal-Stadion statt.
| Runde                  | Datum                       | Spiele | Vereine   | Neueinstiege |
| ---------------------- | --------------------------- | ------ | --------- | ------------ |
| 1. Qualifikationsrunde | 9. bis 24. März 2019        | 96     | 272 → 176 | 192          |
| 2. Qualifikationsrunde | 29. März bis 12. April 2019 | 48     | 176 → 128 | –            |
| 1. Runde               | 1. Mai 2019                 | 64     | 128 → 64  | 80           |
| 2. Runde               | 22. Mai 2019                | 32     | 64 → 32   | –            |
| 3. Runde               | 19. Juni 2019               | 16     | 32 → 16   | –            |
| 4. Runde               | 26. Juni 2019               | 8      | 16 → 8    | –            |
| Viertelfinale          | 25. bis 26. September 2019  | 4      | 8 → 4     | –            |
| Halbfinale             | 30. bis 31. Oktober 2019    | 2      | 4 → 2     | –            |
| Finale                 | 8. Dezember 2019            | 1      | 2 → 1     | –            |

## 1. Runde
| Datum      |                      | Ergebnis              |                     |
| ---------- | -------------------- | --------------------- | ------------------- |
| 30.04.2019 | Fjøra FK             | 2:2 n. V. (4:5 i. E.) | Florø SK            |
| 01.05.2019 | Nordstrand IF        | 0:1                   | KFUM Oslo           |
|            | Oppsal IF            | 3:5                   | Ullern IF           |
|            | FK Tønsberg          | 0:2                   | Sandefjord Fotball  |
|            | Hinna Fotball        | 2:0                   | Sola FK             |
|            | SK Træff             | 3:4                   | IL Hødd             |
|            | Spjelkjavik IL       | 2:4 n. V.             | Brattvåg IL         |
|            | Verdal IL            | 1:4                   | IL Stjørdals-Blink  |
|            | Rørvik IL            | 1:3                   | Rosenborg Trondheim |
|            | Melbo IL             | 1:0                   | FK Mjølner          |
|            | Skjervøy IK          | 0:6                   | Tromsdalen UIL      |
|            | IL Heming            | 1:3                   | Stabæk Fotball      |
|            | Bergsøy IL           | 0:3                   | Aalesunds FK        |
|            | Kvik Halden FK       | 5:0                   | Lokomotiv Oslo      |
|            | FK Sparta Sarpsborg  | 0:9                   | Fredrikstad FK      |
|            | Kråkerøy IF          | 2:6                   | Grorud IL           |
|            | SK Sprint-Jeløy      | 0:3                   | Sarpsborg 08 FF     |
|            | Follo Fotball        | 1:2 n. V.             | Bærum SK            |
|            | Lyn Oslo             | 0:5                   | Moss FK             |
|            | IF Ready Fotball     | 0:9                   | Skeid Oslo          |
|            | Gjelleråsen IF       | 1:3                   | Lillestrøm SK       |
|            | Skjetten SK          | 2:3                   | Lørenskog IF        |
|            | Eidsvold TF          | 3:0 n. V.             | Frigg Oslo FK       |
|            | Ottestad IL          | 0:1                   | Ham-Kam             |
|            | FK Toten             | 2:5 n. V.             | Raufoss IL          |
|            | Nybergsund IL-Trysil | 1:3 n. V.             | Kongsvinger IL      |
|            | Brumunddal Fotball   | 0:3                   | Elverum Fotball     |
|            | Åssiden IF           | 1:2                   | Kjelsås Fotball     |
|            | Vestfossen IF        | 0:3                   | Asker Fotball       |
|            | FK Ørn-Horten        | 0:2                   | Pors Grenland       |
|            | IL Flint             | 0:7                   | Strømsgodset IF     |
|            | Fram Larvik          | 1:0                   | Start Kristiansand  |
|            | FK Donn              | 0:2                   | Notodden FK         |
|            | Flekkerøy IL         | 1:2                   | FK Jerv             |
|            | Vindbjart FK         | 0:3                   | Arendal Fotball     |
|            | Ålgård FK            | 0:9                   | Bryne FK            |
|            | IL Brodd             | 0:2                   | Egersunds IK        |
|            | Madla IL             | 0:2                   | Sandnes Ulf         |
|            | Åkra IL              | 0:4                   | FK Haugesund        |
|            | SK Vard Haugesund    | 2:1 n. V.             | FK Vidar            |
|            | Frøja Fotball        | 1:6                   | Nest-Sotra Fotball  |
|            | FK Fyllingsdalen     | 3:2                   | Fana IL             |
|            | Arna-Bjørnar Fotball | 1:6                   | Brann Bergen        |
|            | Lysekloster IL       | 2:4                   | Sotra FK            |
|            | FK Bergen Nord       | 1:5                   | Åsane Fotball       |
|            | Stryn Fotball        | 0:5                   | Sogndal Fotball     |
|            | SK Herd              | 0:1                   | Kristiansund BK     |
|            | Eide/Omegn FK        | 0:5                   | Molde FK            |
|            | Sunndal Fotball      | 1:0                   | Byåsen Toppfotball  |
|            | NTNUI Fotball        | 0:2                   | Nardo FK            |
|            | Kolstad Fotball      | 1:3                   | Ranheim Fotball     |
|            | SK Trygg/Lade        | 2:3                   | Tiller IL           |
|            | Steinkjer FK         | 0:6                   | Levanger FK         |
|            | Åga IL               | 0:8                   | FK Bodø/Glimt       |
|            | Porsanger IL         | 0:3                   | Alta IF             |
|            | IL Norild            | 1:8                   | Tromsø IL           |
|            | Skånland OIF         | 0:3                   | Harstad IL          |
|            | Hønefoss BK          | 0:2                   | Mjøndalen IF        |
| 02.05.2019 | FK Gjøvik Lyn        | 2:3                   | Ullensaker/Kisa IL  |
|            | Storms BK            | 2:7                   | Odds BK             |
|            | Frøyland IL          | 1:3                   | Viking Stavanger    |
|            | IF Fløya             | 5:0                   | FK Senja            |
|            | Fåberg Fotball       | 0:3                   | Vålerenga Oslo      |
| 08.05.2019 | IK Junkeren          | 0:2                   | Strømmen IF         |

## 2. Runde
| Datum      |                   | Ergebnis              |                     |
| ---------- | ----------------- | --------------------- | ------------------- |
| 21.05.2019 | Elverum Fotball   | 1:6                   | Stabæk Fotball      |
| 22.05.2019 | Strømmen IF       | 2:1 n. V.             | FK Bodø/Glimt       |
|            | Kvik Halden FK    | 1:4                   | Lillestrøm SK       |
|            | Moss FK           | 1:2                   | Kongsvinger IL      |
|            | Grorud IL         | 1:0 n. V.             | Ham-Kam             |
|            | Kjelsås Fotball   | 3:4 n. V.             | Skeid Oslo          |
|            | Asker Fotball     | 2:3                   | KFUM Oslo           |
|            | Bærum SK          | 2:1                   | Notodden FK         |
|            | Lørenskog IF      | 1:3                   | Ullensaker/Kisa IL  |
|            | Fram Larvik       | 1:1 n. V. (4:3 i. E.) | Raufoss IL          |
|            | Pors Grenland     | 2:4                   | Mjøndalen IF        |
|            | FK Jerv           | 1:2                   | Sandefjord Fotball  |
|            | Arendal Fotball   | 0:2                   | Odds BK             |
|            | Egersunds IK      | 2:2 n. V. (4:5 i. E.) | Bryne FK            |
|            | SK Vard Haugesund | 0:2 n. V.             | Sandnes Ulf         |
|            | Sotra FK          | 1:3                   | FK Haugesund        |
|            | FK Fyllingsdalen  | 0:4                   | Nest-Sotra Fotball  |
|            | Florø SK          | 0:1                   | Aalesunds FK        |
|            | IL Hødd           | 0:2                   | Sogndal Fotball     |
|            | Brattvåg IL       | 1:2 n. V.             | Kristiansund BK     |
|            | Tiller IL         | 0:3                   | Rosenborg Trondheim |
|            | Nardo FK          | 0:3                   | Ranheim Fotball     |
|            | Levanger FK       | 3:0                   | IL Stjørdals-Blink  |
|            | Melbo IL          | 1:2                   | Tromsø IL           |
|            | Harstad IL        | 2:3                   | Tromsdalen UIL      |
|            | IF Fløya          | 0:3                   | Alta IF             |
|            | Eidsvold TF       | 0:5                   | Vålerenga Oslo      |
|            | Fredrikstad FK    | 0:2                   | Sarpsborg 08 FF     |
| 23.05.2019 | Ullern IF         | 0:1                   | Strømsgodset IF     |
|            | Hinna Fotball     | 1:4                   | Viking Stavanger    |
|            | Åsane Fotball     | 0:4                   | Brann Bergen        |
|            | Sunndal Fotball   | 0:2                   | Molde FK            |

## 3. Runde
| Datum      |                    | Ergebnis              |                     |
| ---------- | ------------------ | --------------------- | ------------------- |
| 19.06.2019 | Bærum SK           | 0:1                   | Mjøndalen IF        |
|            | Bærum SK           | 5:3                   | Vålerenga Oslo      |
|            | Skeid Oslo         | 0:3                   | Ranheim Fotball     |
|            | Strømmen IF        | 1:0                   | Lillestrøm SK       |
|            | Ullensaker/Kisa IL | 1:2 n. V.             | Rosenborg Trondheim |
|            | Sandefjord Fotball | 1:1 n. V. (1:3 i. E.) | Odds BK             |
|            | Fram Larvik        | 2:1                   | Strømsgodset IF     |
|            | Sandnes Ulf        | 1:2                   | Viking Stavanger    |
|            | Nest-Sotra Fotball | 0:4                   | KFUM Oslo           |
|            | Sogndal Fotball    | 1:2                   | Brann Bergen        |
|            | Levanger FK        | 1:3                   | Kristiansund BK     |
|            | Tromsdalen UIL     | 1:0                   | Sarpsborg 08 FF     |
|            | Bryne FK           | 2:6                   | FK Haugesund        |
|            | Aalesunds FK       | 4:0                   | Molde FK            |
| 20.06.2019 | Kongsvinger IL     | 1:0                   | Tromsø IL           |
|            | Alta IF            | 1:4                   | Stabæk Fotball      |

## Achtelfinale
| Datum      |                     | Ergebnis              |                |
| ---------- | ------------------- | --------------------- | -------------- |
| 26.06.2019 | Fram Larvik         | 3:1                   | Bærum SK       |
|            | Ranheim Fotball     | 4:0                   | Brann Bergen   |
|            | Kristiansund BK     | 1:2 n. V.             | Odds BK        |
|            | Viking Stavanger    | 5:2                   | Stabæk Fotball |
|            | KFUM Oslo           | 2:1                   | Tromsdalen UIL |
|            | Kongsvinger IL      | 0:3                   | Mjøndalen IF   |
|            | FK Haugesund        | 2:0 n. V.             | Strømmen IF    |
|            | Rosenborg Trondheim | 1:1 n. V. (4:5 i. E.) | Aalesunds FK   |

## Viertelfinale
| Datum      |                 | Ergebnis              |                  |
| ---------- | --------------- | --------------------- | ---------------- |
| 25.09.2019 | Ranheim Fotball | 3:0                   | Fram Larvik      |
|            | Mjøndalen IF    | 1:3                   | FK Haugesund     |
| 26.09.2019 | KFUM Oslo       | 2:5                   | Odds BK          |
|            | Aalesunds FK    | 1:1 n. V. (3:5 i. E.) | Viking Stavanger |

## Halbfinale
| Datum      |                  | Ergebnis |                 |
| ---------- | ---------------- | -------- | --------------- |
| 30.10.2019 | Viking Stavanger | 3:0      | Ranheim Fotball |
| 31.10.2019 | Odds BK          | 0:1      | FK Haugesund    |

## Finale
| FK Haugesund                                                 | FK Haugesund | Viking Stavanger | Viking Stavanger |
| ------------------------------------------------------------ | --- | --- | ---------------- |
| FK Haugesund                                                 | \| Finale \| \| 8. Dezember 2019 um 13:15 Uhr MEZ in Oslo (Ullevaal-Stadion) \| \| Ergebnis: 0:1 (0:0) \| \| Zuschauer: 21.895 \| \| Schiedsrichter: Espen Eskås \| \| Spielbericht \| | \| Finale \| \| 8. Dezember 2019 um 13:15 Uhr MEZ in Oslo (Ullevaal-Stadion) \| \| Ergebnis: 0:1 (0:0) \| \| Zuschauer: 21.895 \| \| Schiedsrichter: Espen Eskås \| \| Spielbericht \| | Viking Stavanger |
| FK Haugesund                                                 | Helge Sandvik – Mikkel Desler, Doug Bergqvist (77. Pascal Gregor), Benjamin Hansen, Thore Baardsen Pedersen – Christian Grindheim , Sondre Tronstad, Bruno Leite (79. Kevin Martin Krygård), Niklas Sandberg – Martin Samuelsen, Kristoffer Velde (90. Ibrahima Koné) Cheftrainer: Jostein Grindhaug | Iven Austbø – Sondre Bjørshol, Runar Hove, Viljar Vevatne, Adrian Pereira – Kristian Thorstvedt, Kristoffer Løkberg (75. Samúel Friðjónsson), Johnny Furdal (67. Fredrik Torsteinbø), Ylldren Ibrahimaj – Benjamin Källman, Zlatko Tripić (90. Rolf Daniel Vikstøl) Cheftrainer: Bjarne Berntsen | Viking Stavanger |
| FK Haugesund                                                 | 0:1 Zlatko Tripić (51., Foulelfmeter) | | Viking Stavanger |
| FK Haugesund                                                 | Benjamin Hansen (35.), Doug Bergqvist (43.), Mikkel Desler (50.), Martin Samuelsen (72.), Sondre Tronstad (90.) | Adrian Pereira (25.), Runar Hove (46.), Zlatko Tripić (55.), Kristoffer Løkberg (61.), Viljar Vevatne (87.) | Viking Stavanger |
| Finale                                                       | | |                  |
| 8. Dezember 2019 um 13:15 Uhr MEZ in Oslo (Ullevaal-Stadion) | | |                  |
| Ergebnis: 0:1 (0:0)                                          | | |                  |
| Zuschauer: 21.895                                            | | |                  |
| Schiedsrichter: Espen Eskås                                  | | |                  |
| Spielbericht                                                 | | |                  |